# Vallourec Tubos do Brasil
Vallourec Tubos do Brasil (anteriormente Vallourec & Mannesmann Tubes ou V&M do Brasil) foi uma empresa siderúrgica brasileira pertencente à joint venture formada pelos grupos Vallourec e Mannesmann. Sua unidade mais importante no Brasil é a Usina Barreiro, localizada em Belo Horizonte. A mesma foi inaugurada em 1952 pelo presidente Getúlio Vargas.
Em 2000, a Salzgitter comprou os ativos siderúrgicos da Mannesmann. Em 2005, a Vallourec assumiu 100% do capital da V&M do Brasil.
Em 2013, a empresa mudou seu nome para Vallourec Tubos do Brasil. Em 2016, a Vallourec Tubos (antiga V&M) se fundiu com a Vallourec & Sumitomo para formar uma nova empresa a Vallourec Soluções Tubulares.